# کرکاباراباش
کرکاباراباش (به مجاری:  Kerkabarabás) یک منطقهٔ مسکونی در مجارستان است که در ناحیه لنتی واقع شده‌است.